# Dương Nguyên Khánh
Dương Nguyên Khánh (sinh ngày 12 tháng 11 năm 1964) là chủ tịch kiêm giám đốc điều hành của tập đoàn Lenovo . Theo danh sách những người giàu nhất tại Trung Quốc năm 2013 của tờ tạp chí Hurun Repor, ông sở hữu khối tài sản xấp xỉ US$620 triệu và người giàu nhất đứng thứ 533 tại Trung Quốc.

## Sự nghiệp
Năm 1989, Dương Nguyên Khánh gia nhập tập đoàn Legend (nay là Lenovo) với công việc là người bán hàng. Kể từ đó anh thăng tiến rất nhanh với khả năng sử dụng các kiến thức về kỹ thuật của mình giúp cho việc doanh số của Lenovo tăng trưởng ấn tượng trên toàn Trung Quốc. Chính vì vậy anh đã được ông Liễu Truyền Chí để mắt tới và thăng tiến anh lên làm trưởng bộ phận kinh doanh máy tính cá nhân của tập đoàn khi mới 29 tuổi. Khi ông Liễu Truyền Chí về hưu, Dương Nguyên Khánh đã được chuyển lên làm giám đốc điều hành tập đoàn năm 2001. Sau đó anh là chủ tịch Hội đồng Quản trị tập đoàn từ năm 2004 đến năm 2008 và quay trở lại làm giám đốc điều hành tập đoàn vào tháng 2 năm 2009.
Thành tích đáng kể của Dương Nguyên Khánh là giúp cho Lenovo trở thành thương hiệu máy tính bán chạy nhất Trung Quốc kể từ năm 2001. Năm 2001, tạp chí Business Week đã bình chọn anh là một trong những ngôi sao đang lên của châu Á.
Dương Nguyên Khánh lấy bằng đại học từ trường Đại học Giao thông vận tải Thượng Hải và bằng thạc sĩ từ trường Đại học Khoa học Kỹ thuật Trung Quốc.